# 新池镇
新池镇，是中华人民共和国陕西省渭南市合阳县下辖的一个乡镇级行政单位。

## 行政区划
新池镇下辖以下地区：
新池村、南顺村、北顺村、行家庄村、宋家庄村、北王庄村、坡赵村、甘贤村、北沟村、南沟村、行家堡村、寇庄村、马庄村、西王庄村、西姚家庄村、来家庄村、坡南村、秦庄村、牛庄村、韩庄村、张家庄村和东姚家庄村。